# Großer Preis der USA 2023
Der Große Preis der USA 2023 (offiziell Formula 1 Lenovo United States Grand Prix 2023) fand am 22. Oktober auf dem Circuit of The Americas in Austin statt und war das 18. Rennen der Formel-1-Weltmeisterschaft 2023.

## Bericht

### Hintergründe
Seit dem Großen Preis von Katar stand Max Verstappen als Weltmeister fest, er führte in der Fahrerwertung mit 209 Punkten vor Sergio Pérez und mit 239 Punkten vor Lewis Hamilton. In der Konstrukteurswertung stand Red Bull seit dem Großen Preis von Japan als Weltmeister fest, das Team führte mit 331 Punkten vor Mercedes und mit 359 Punkten vor Ferrari.
Pirelli stellte den Fahrern die Reifenmischungen C2 Hard (weiß), C3 Medium (gelb) und C4 Soft (rot) sowie Cinturato Intermediates (grün) und Cinturato Full-Wets (blau) für nasse Bedingungen zur Verfügung.
Im Rahmen des Wochenendes fand der fünfte Sprint der Saison statt. Es folgte zum ersten Mal in der Geschichte der Formel 1 auf ein Sprintwochenende direkt ein weiteres Sprintwochenende.
Vor dem Rennwochenende gab es einen Fahrerwechsel: Daniel Ricciardo kehrte in sein Cockpit bei AlphaTauri zurück, nachdem er seit dem Großen Preis der Niederlande von Liam Lawson vertreten wurde.
Haas trat anlässlich des Heimrennens des Teams mit einer Speziallackierung an. Auch Red Bull und Williams setzten amerikanische Akzente auf ihren Autos ein.
Lance Stroll (sieben), Pérez (fünf), George Russell, Ricciardo, Logan Sargeant, Hamilton (jeweils vier), Nico Hülkenberg, Pierre Gasly, Yuki Tsunoda (jeweils drei), Verstappen, Carlos Sainz jr., Lando Norris, Fernando Alonso, Zhou Guanyu (jeweils zwei) und Alexander Albon (einer) gingen mit Strafpunkten ins Wochenende.
Russell und Norris bestritten jeweils ihren 100. Grand Prix.
Mit Hamilton (sechsmal), Verstappen (zweimal) und Valtteri Bottas (einmal) traten drei ehemalige Sieger zu diesem Grand Prix an.
Als Rennkommissare für dieses Rennwochenende fungierten Felix Holter (DEU), Andrew Mallalieu (BRB), Derek Warwick (GBR) und Dennis Dean (USA).

### Training
Im einzigen freien Training erzielte Verstappen mit 1:35,912 Minuten die Bestzeit vor Charles Leclerc und Hamilton.

### Qualifying
Das Qualifying für das Rennen wurde bereits am Freitag absolviert.
Das Qualifying bestand aus drei Teilen mit einer Nettolaufzeit von 45 Minuten. Im ersten Qualifying-Segment (Q1) hatten die Fahrer 18 Minuten Zeit, um sich für das Rennen zu qualifizieren.  Alle Fahrer, die im ersten Abschnitt eine Zeit erzielten, die maximal 107 Prozent der schnellsten Rundenzeit betrug, qualifizierten sich für den Grand Prix. Die besten 15 Fahrer erreichten den nächsten Qualifikationsabschnitt. Hamilton war Schnellster. Hülkenberg sowie beide Williams- und Aston Martin-Piloten schieden aus. Stroll schied zum fünften Mal in Folge, Alonso zum ersten Mal seit dem Großen Preis von Spanien 2022 im ersten Qualifyingabschnitt aus.
Der zweite Abschnitt (Q2) dauerte 15 Minuten. Die schnellsten zehn Piloten qualifizierten sich für den dritten Teil des Qualifyings. Leclerc war Schnellster. Magnussen sowie beide Alfa-Romeo- und AlphaTauri-Piloten schieden aus.
Der letzte Abschnitt (Q3) ging über eine Zeit von zwölf Minuten, in denen die ersten zehn Startpositionen vergeben wurden. Leclerc erzielte mit einer Zeit von 1:34,723 Minuten die Bestzeit vor Norris und Hamilton. Für Leclerc war es die 21. Pole seiner Karriere.

### Sprint-Shootout
Der Shootout für den Sprint fand am Samstag statt. In SQ1 und SQ2 waren die Mediums vorgeschrieben, im dritten Teil mussten die Piloten dann mit den Soft fahren.
Der Shootout bestand wie schon das Qualifying aus drei Teilen mit einer Nettolaufzeit von 30 Minuten. Im ersten Segment (SQ1) hatten die Fahrer zwölf Minuten Zeit, um sich für den Sprint zu qualifizieren. Die besten 15 Fahrer erreichten den nächsten Abschnitt. Verstappen war Schnellster. Die beiden Haas-Fahrer, Bottas, Tsunoda und Sargeant schieden aus.
Der zweite Abschnitt (SQ2) dauerte zehn Minuten. Die schnellsten zehn Piloten qualifizierten sich für den letzten Teil des Shootouts (SQ3). Verstappen war Schnellster. Ricciardo, die beiden Aston Martin-Fahrer, Ocon und Zhou schieden aus.
Der letzte Abschnitt (SQ3) ging über eine Zeit von acht Minuten. Verstappen sicherte sich mit einer Zeit von 1:34,538 Minuten die Bestzeit vor Leclerc und Hamilton.
Nach dem Sprint-Shootout wurde Russell um drei Plätze in der Startaufstellung für das Sprintrennen zurückversetzt, da er Leclerc in Q1 behindert hatte.

### Sprint
Verstappen gewann den Sprint, der über 19 Runden auf dem Circuit of The Americas ging, vor Hamilton und Leclerc. Die restlichen Punkteplatzierungen belegten Norris, Pérez, Sainz jr., Gasly und Russell.

### Rennen
Vor dem Rennen wurde bekanntgegeben, dass jeweils beide Haas- und Aston Martin-Piloten das Rennen aus der Boxengasse starten, da alle vier Autos nach dem Sprint, also unter Parc fermé, umgebaut wurden.
Beim Start konnte Norris an Pole-Setter Leclerc vorbeiziehen, dahinter überholte Sainz jr. Hamilton und Verstappen Russell. In der 1. Runde kam es zwischen Ocon und Piastri zu einer Berührung, bei welcher sich Ocon seinen Seitenkasten beschädigte und in der 7. Runde schließlich aufgeben musste.
In der 4. Runde konnte sich Hamilton den dritten Platz von Sainz jr. zurückholen, in der 5. Runde überholte auch Verstappen den Spanier. In der 6. Runde überholte Hamilton dann Leclerc für Platz 2. Der Rückstand auf Norris pendelte sich dann bei ca. 3 Sekunden ein.
In der 10. Runde war das Rennen dann auch für Piastri beendet. Er musste seinen McLaren mit technischen Problemen abstellen. Eine Runde später konnte Verstappen dann Leclerc überholen und war nun Dritter. Ab der 15. Runde konnten dann sowohl Hamilton als auch Verstappen den Rückstand auf Norris sukzessive verringern, bis Verstappen in der 17. Runde die erste Boxenstopp-Phase einleitete und auf frische Mediums wechselte. Norris folgte in Runde 18 und wechselte auf Hards während bei Hamilton am Funk über eine Ein-Stopp-Strategie diskutiert wurde.
Hamilton fuhr dann allerdings doch in der 20. Runde an die Box und wechselte wie Norris auf die Hards. Er kam mit großem Abstand hinter Verstappen zurück auf die Strecke. Verstappen nutzte die schnelleren Reifen aus und schloss schnell auf Norris auf und überholte ihn in der 28. Runde.
In der 35. Runde eröffnete Norris die zweite Boxenstopp-Phase und wechselte wieder auf die harte Mischung. Verstappen folgte eine Runde später. Hamilton in der 38. Runde. In Runde 39 konnten Verstappen und Norris am Führenden Leclerc vorbeiziehen, welcher auf einer Ein-Stopp-Strategie unterwegs war.
Ab der 42. Runde hatte Verstappen dann mit Bremsproblemen zu kämpfen, konnte sich allerdings vor Norris halten und sich lösen. Dahinter blieb zunächst Hamilton hinter dem langsameren Leclerc hängen, bis er ihn eine Runde später überholen konnte.
In der 48. Runde hatte Hamilton dann Norris eingeholt und konnte ihn am Ende der Start-Ziel-Geraden überholen. Hamilton begann nun den Vorsprung von dem mit Bremsproblemen geplagten Verstappen einzuholen, schaffte es allerdings nicht, ihn zu attackieren.
Verstappen gewann schlussendlich das Rennen vor Hamilton und Norris. Es war Verstappens 50. Grand Prix-Sieg. Die restlichen Punkteplatzierungen belegten Sainz jr., Pérez, Leclerc, Russell, Gasly, Stroll und Tsunoda. Tsunoda erzielte zusätzlich zum ersten Mal in seiner Karriere die schnellste Rennrunde, wofür er sich einen zusätzlichen Punkt sicherte.
Nach dem Rennen wurden sowohl Hamilton als auch Leclerc wegen Unregelmäßigkeiten am Unterboden disqualifiziert. Sainz jr. rückte daher auf den dritten Platz vor, Pérez wurde Vierter und Russell Fünfter. Gasly rückte auf Platz 6 vor, Stroll auf Rang 7 und Tsunoda auf Platz 8. Die beiden Williams Albon und Sargeant rückten auf die Plätze 9 und 10 vor. Für Sargeant war es die erste Punkteplatzierung in der Formel-1-Weltmeisterschaft.
In der Fahrer- und Konstrukteursmeisterschaft blieben die ersten drei Positionen unverändert.

#### Nach dem Rennen
Fast zwei Wochen nach dem Rennen wurde von Haas ein Right to Review gegen die Wertung des Rennergebnisses eingelegt, da Track-Limits missachtet wurde, welche nicht von den Fernsehkameras aufgenommen wurden. Onboard-Aufnahmen sollten dies allerdings belegen. Diese Aufforderung zur Überprüfung wurde auf einer Sitzung am 9. November jedoch abgelehnt, da es sich um keine neuen Informationen handelte.

## Meldeliste
| Team                                  | Nr. | Fahrer           | Chassis                           | Motor                             | Reifen |
| ------------------------------------- | --- | ---------------- | --------------------------------- | --------------------------------- | ------ |
| Oracle Red Bull Racing                | 01  | Max Verstappen   | Red Bull Racing RB19              | Honda RBPTH001                    | P      |
| Oracle Red Bull Racing                | 11  | Sergio Pérez     | Red Bull Racing RB19              | Honda RBPTH001                    | P      |
| Scuderia Ferrari                      | 16  | Charles Leclerc  | Ferrari SF-23                     | Ferrari 066/10                    | P      |
| Scuderia Ferrari                      | 55  | Carlos Sainz jr. | Ferrari SF-23                     | Ferrari 066/10                    | P      |
| Mercedes-AMG Petronas F1 Team         | 63  | George Russell   | Mercedes-AMG F1 W14 E Performance | Mercedes-AMG F1 M14 E Performance | P      |
| Mercedes-AMG Petronas F1 Team         | 44  | Lewis Hamilton   | Mercedes-AMG F1 W14 E Performance | Mercedes-AMG F1 M14 E Performance | P      |
| BWT Alpine F1 Team                    | 31  | Esteban Ocon     | Alpine A523                       | Renault E-Tech RE23               | P      |
| BWT Alpine F1 Team                    | 10  | Pierre Gasly     | Alpine A523                       | Renault E-Tech RE23               | P      |
| McLaren F1 Team                       | 81  | Oscar Piastri    | McLaren MCL60                     | Mercedes-AMG F1 M14 E Performance | P      |
| McLaren F1 Team                       | 04  | Lando Norris     | McLaren MCL60                     | Mercedes-AMG F1 M14 E Performance | P      |
| Alfa Romeo F1 Team Stake              | 77  | Valtteri Bottas  | Alfa Romeo C43                    | Ferrari 066/10                    | P      |
| Alfa Romeo F1 Team Stake              | 24  | Zhou Guanyu      | Alfa Romeo C43                    | Ferrari 066/10                    | P      |
| Aston Martin Aramco Cognizant F1 Team | 18  | Lance Stroll     | Aston Martin AMR23                | Mercedes-AMG F1 M14 E Performance | P      |
| Aston Martin Aramco Cognizant F1 Team | 14  | Fernando Alonso  | Aston Martin AMR23                | Mercedes-AMG F1 M14 E Performance | P      |
| MoneyGram Haas F1 Team                | 20  | Kevin Magnussen  | Haas VF-23                        | Ferrari 066/10                    | P      |
| MoneyGram Haas F1 Team                | 27  | Nico Hülkenberg  | Haas VF-23                        | Ferrari 066/10                    | P      |
| Scuderia AlphaTauri                   | 03  | Daniel Ricciardo | AlphaTauri AT04                   | Honda RBPTH001                    | P      |
| Scuderia AlphaTauri                   | 22  | Yuki Tsunoda     | AlphaTauri AT04                   | Honda RBPTH001                    | P      |
| Williams Racing                       | 23  | Alexander Albon  | Williams FW45                     | Mercedes-AMG F1 M14 E Performance | P      |
| Williams Racing                       | 02  | Logan Sargeant   | Williams FW45                     | Mercedes-AMG F1 M14 E Performance | P      |

## Klassifikationen

### Qualifying
| Pos.                                                                      | Fahrer           | Konstrukteur                 | Q1       | Q2       | Q3       | Start |
| ------------------------------------------------------------------------- | ---------------- | ---------------------------- | -------- | -------- | -------- | ----- |
| 01                                                                        | Charles Leclerc  | Ferrari                      | 1:36,061 | 1:35,004 | 1:34,723 | 01    |
| 02                                                                        | Lando Norris     | McLaren-Mercedes             | 1:35,110 | 1:35,441 | 1:34,853 | 02    |
| 03                                                                        | Lewis Hamilton   | Mercedes                     | 1:35,091 | 1:35,240 | 1:34,862 | 03    |
| 04                                                                        | Carlos Sainz jr. | Ferrari                      | 1:35,824 | 1:35,302 | 1:34,945 | 04    |
| 05                                                                        | George Russell   | Mercedes                     | 1:36,165 | 1:35,606 | 1:35,079 | 05    |
| 06                                                                        | Max Verstappen   | Red Bull Racing-Honda RBPT   | 1:35,346 | 1:35,008 | 1:35,081 | 06    |
| 07                                                                        | Pierre Gasly     | Alpine-Renault               | 1:36,158 | 1:35,496 | 1:35,089 | 07    |
| 08                                                                        | Esteban Ocon     | Alpine-Renault               | 1:36,131 | 1:35,413 | 1:35,154 | 08    |
| 09                                                                        | Sergio Pérez     | Red Bull Racing-Honda RBPT   | 1:35,989 | 1:35,679 | 1:35,173 | 09    |
| 10                                                                        | Oscar Piastri    | McLaren-Mercedes             | 1:36,064 | 1:35,576 | 1:35,467 | 10    |
| 11                                                                        | Yuki Tsunoda     | AlphaTauri-Honda RBPT        | 1:35,913 | 1:35,697 | –        | 11    |
| 12                                                                        | Zhou Guanyu      | Alfa Romeo-Ferrari           | 1:36,052 | 1:35,698 | –        | 12    |
| 13                                                                        | Valtteri Bottas  | Alfa Romeo-Ferrari           | 1:36,082 | 1:35,858 | –        | 13    |
| 14                                                                        | Kevin Magnussen  | Haas-Ferrari                 | 1:36,009 | 1:35,880 | –        | Box   |
| 15                                                                        | Daniel Ricciardo | AlphaTauri-Honda RBPT        | 1:36,213 | 1:35,974 | –        | 14    |
| 16                                                                        | Nico Hülkenberg  | Haas-Ferrari                 | 1:36,235 | –        | –        | Box   |
| 17                                                                        | Fernando Alonso  | Aston Martin Aramco-Mercedes | 1:36,268 | –        | –        | Box   |
| 18                                                                        | Alexander Albon  | Williams-Mercedes            | 1:36,315 | –        | –        | 15    |
| 19                                                                        | Lance Stroll     | Aston Martin Aramco-Mercedes | 1:36,589 | –        | –        | Box   |
| 20                                                                        | Logan Sargeant   | Williams-Mercedes            | 1:36,827 | –        | –        | 16    |
| 107-Prozent-Zeit: 1:41,747 min (bezogen auf Q1-Bestzeit von 1:35,091 min) |                  |                              |          |          |          |       |

Anmerkungen
1. ↑  Magnussen startet das Rennen aus der Boxengasse, da an seinem Auto Arbeiten vorgenommen wurden, während es unter Parc-fermé-Bedingungen stand.
2. ↑  Hülkenberg startet das Rennen aus der Boxengasse, da an seinem Auto Arbeiten vorgenommen wurden, während es unter Parc-fermé-Bedingungen stand.
3. ↑  Alonso startet das Rennen aus der Boxengasse, da an seinem Auto Arbeiten vorgenommen wurden, während es unter Parc-fermé-Bedingungen stand.
4. ↑  Stroll startet das Rennen aus der Boxengasse, da an seinem Auto Arbeiten vorgenommen wurden, während es unter Parc-fermé-Bedingungen stand.

### Sprint-Shootout
| Pos.                                                                       | Fahrer           | Konstrukteur                 | SQ1      | SQ2      | SQ3      | Start |
| -------------------------------------------------------------------------- | ---------------- | ---------------------------- | -------- | -------- | -------- | ----- |
| 01                                                                         | Max Verstappen   | Red Bull Racing-Honda RBPT   | 1:35,997 | 1:35,181 | 1:34,538 | 01    |
| 02                                                                         | Charles Leclerc  | Ferrari                      | 1:35,999 | 1:35,386 | 1:34,593 | 02    |
| 03                                                                         | Lewis Hamilton   | Mercedes                     | 1:36,393 | 1:35,887 | 1:34,607 | 03    |
| 04                                                                         | Lando Norris     | McLaren-Mercedes             | 1:36,499 | 1:35,594 | 1:34,639 | 04    |
| 05                                                                         | Oscar Piastri    | McLaren-Mercedes             | 1:36,703 | 1:35,753 | 1:34,894 | 05    |
| 06                                                                         | Carlos Sainz jr. | Ferrari                      | 1:36,268 | 1:35,542 | 1:34,939 | 06    |
| 07                                                                         | Sergio Pérez     | Red Bull Racing-Honda RBPT   | 1:36,347 | 1:35,718 | 1:35,041 | 07    |
| 08                                                                         | George Russell   | Mercedes                     | 1:36,281 | 1:35,847 | 1:35.199 | 11    |
| 09                                                                         | Alexander Albon  | Williams-Mercedes            | 1:36,230 | 1:35,947 | 1:35,366 | 08    |
| 10                                                                         | Pierre Gasly     | Alpine-Renault               | 1:36,595 | 1:35,785 | 1:35,897 | 09    |
| 11                                                                         | Daniel Ricciardo | AlphaTauri-Honda RBPT        | 1:36,737 | 1:35,978 | –        | 10    |
| 12                                                                         | Fernando Alonso  | Aston Martin Aramco-Mercedes | 1:36,365 | 1:36,087 | –        | 12    |
| 13                                                                         | Esteban Ocon     | Alpine-Renault               | 1:36,372 | 1:36,137 | –        | 13    |
| 14                                                                         | Lance Stroll     | Aston Martin Aramco-Mercedes | 1:36,575 | 1:36,181 | –        | 14    |
| 15                                                                         | Zhou Guanyu      | Alfa Romeo-Ferrari           | 1:36,554 | 1:36,182 | –        | 15    |
| 16                                                                         | Nico Hülkenberg  | Haas-Ferrari                 | 1:36,749 | –        | –        | 16    |
| 17                                                                         | Kevin Magnussen  | Haas-Ferrari                 | 1:36,922 | –        | –        | 17    |
| 18                                                                         | Valtteri Bottas  | Alfa Romeo-Ferrari           | 1:36,922 | –        | –        | 18    |
| 19                                                                         | Yuki Tsunoda     | AlphaTauri-Honda RBPT        | 1:36,945 | –        | –        | 19    |
| 20                                                                         | Logan Sargeant   | Williams-Mercedes            | 1:37,186 | –        | –        | 20    |
| 107-Prozent-Zeit: 1:42,716 min (bezogen auf SQ1-Bestzeit von 1:35,997 min) |                  |                              |          |          |          |       |

Anmerkungen
1. ↑  Russell wurde um drei Plätze in der Startaufstellung für das Sprintrennen zurückversetzt, da er Charles Leclerc in SQ1 behinderte.
2. 1 2  Magnussen und Bottas fuhren im SQ1 identische Rundenzeiten. Magnussen qualifizierte sich vor Bottas, da er seine Zeit früher gesetzt hatte.

### Sprint
| Pos. | Fahrer           | Konstrukteur                 | Runden | Stopps | Zeit       | Start |
| ---- | ---------------- | ---------------------------- | ------ | ------ | ---------- | ----- |
| 01   | Max Verstappen   | Red Bull Racing-Honda RBPT   | 19     | 0      | 31:30,849  | 01    |
| 02   | Lewis Hamilton   | Mercedes                     | 19     | 0      | + 9,465    | 03    |
| 03   | Charles Leclerc  | Ferrari                      | 19     | 0      | + 17,987   | 02    |
| 04   | Lando Norris     | McLaren-Mercedes             | 19     | 0      | + 18,863   | 04    |
| 05   | Sergio Pérez     | Red Bull Racing-Honda RBPT   | 19     | 0      | + 22,928   | 07    |
| 06   | Carlos Sainz jr. | Ferrari                      | 19     | 0      | + 28,307   | 06    |
| 07   | Pierre Gasly     | Alpine-Renault               | 19     | 0      | + 32,403   | 09    |
| 08   | George Russell   | Mercedes                     | 19     | 0      | + 34,250   | 11    |
| 09   | Alexander Albon  | Williams-Mercedes            | 19     | 0      | + 34,567   | 08    |
| 10   | Oscar Piastri    | McLaren-Mercedes             | 19     | 0      | + 42,403   | 05    |
| 11   | Esteban Ocon     | Alpine-Renault               | 19     | 0      | + 44,986   | 13    |
| 12   | Daniel Ricciardo | AlphaTauri-Honda RBPT        | 19     | 0      | + 45,509   | 10    |
| 13   | Fernando Alonso  | Aston Martin Aramco-Mercedes | 19     | 0      | + 49,086   | 12    |
| 14   | Yuki Tsunoda     | AlphaTauri-Honda RBPT        | 19     | 0      | + 49,733   | 19    |
| 15   | Nico Hülkenberg  | Haas-Ferrari                 | 19     | 0      | + 56,650   | 16    |
| 16   | Valtteri Bottas  | Alfa Romeo-Ferrari           | 19     | 0      | + 1:04,401 | 18    |
| 17   | Zhou Guanyu      | Alfa Romeo-Ferrari           | 19     | 0      | + 1:07,972 | 15    |
| 18   | Kevin Magnussen  | Haas-Ferrari                 | 19     | 0      | + 1:11,122 | 17    |
| 19   | Logan Sargeant   | Williams-Mercedes            | 19     | 0      | + 1:11,449 | 20    |
| –    | Lance Stroll     | Aston Martin Aramco-Mercedes | 16     | 0      | DNF        | 14    |

Anmerkungen
1. ↑  Russell beendete den Sprint auf dem 7. Platz, erhielt jedoch nachträglich eine Zeitstrafe von fünf Sekunden für das Verlassen der Strecke. Er fiel dadurch auf den 8. Platz zurück.
2. ↑  Zhou beendete den Sprint auf dem 16. Platz, erhielt jedoch nachträglich eine Zeitstrafe von fünf Sekunden für das Verlassen der Strecke. Er fiel dadurch auf den 17. Platz zurück.

### Rennen
| Pos.                                                                             | Fahrer           | Konstrukteur                 | Runden | Stopps | Zeit        | Start | Schnellste Rennrunde |
| -------------------------------------------------------------------------------- | ---------------- | ---------------------------- | ------ | ------ | ----------- | ----- | -------------------- |
| 01                                                                               | Max Verstappen   | Red Bull Racing-Honda RBPT   | 56     | 2      | 1:35:21,362 | 06    | 1:40,028 (40.)       |
| 02                                                                               | Lando Norris     | McLaren-Mercedes             | 56     | 2      | + 10,730    | 02    | 1:39,985 (39.)       |
| 03                                                                               | Carlos Sainz jr. | Ferrari                      | 56     | 2      | + 15,134    | 04    | 1:40,034 (51.)       |
| 04                                                                               | Sergio Pérez     | Red Bull Racing-Honda RBPT   | 56     | 2      | + 18,460    | 09    | 1:39,737 (40.)       |
| 05                                                                               | George Russell   | Mercedes                     | 56     | 2      | + 24,999    | 05    | 1:39,393 (48.)       |
| 06                                                                               | Pierre Gasly     | Alpine-Renault               | 56     | 2      | + 47,996    | 07    | 1:40,412 (47.)       |
| 07                                                                               | Lance Stroll     | Aston Martin Aramco-Mercedes | 56     | 2      | + 48,696    | Box   | 1:39,908 (48.)       |
| 08                                                                               | Yuki Tsunoda     | AlphaTauri-Honda RBPT        | 56     | 3      | + 1:14,385  | 11    | 1:38,139 (56.)       |
| 09                                                                               | Alexander Albon  | Williams-Mercedes            | 56     | 2      | + 1:26,714  | 15    | 1:41,371 (48.)       |
| 10                                                                               | Logan Sargeant   | Williams-Mercedes            | 56     | 2      | + 1:27,998  | 16    | 1:41,238 (34.)       |
| 11                                                                               | Nico Hülkenberg  | Haas-Ferrari                 | 56     | 2      | + 1:29,904  | Box   | 1:40,925 (45.)       |
| 12                                                                               | Valtteri Bottas  | Alfa Romeo-Ferrari           | 56     | 2      | + 1:38,601  | 13    | 1:41,972 (54.)       |
| 13                                                                               | Zhou Guanyu      | Alfa Romeo-Ferrari           | 56     | 2      | + 1 Runde   | 12    | 1:41,879 (51.)       |
| 14                                                                               | Kevin Magnussen  | Haas-Ferrari                 | 55     | 2      | + 1 Runde   | Box   | 1:41,506 (41.)       |
| 15                                                                               | Daniel Ricciardo | AlphaTauri-Honda RBPT        | 55     | 2      | + 1 Runde   | 14    | 1:39,366 (49.)       |
| –                                                                                | Fernando Alonso  | Aston Martin Aramco-Mercedes | 49     | 2      | DNF         | Box   | 1:39,954 (47.)       |
| –                                                                                | Oscar Piastri    | McLaren-Mercedes             | 10     | 0      | DNF         | 10    | 1:42,705 (05.)       |
| –                                                                                | Esteban Ocon     | Alpine-Renault               | 6      | 0      | DNF         | 08    | 1:44,789 (02.)       |
| DSQ                                                                              | Lewis Hamilton   | Mercedes                     | 56     | 2      | + 2,225     | 03    | 1:39,582 (42.)       |
| DSQ                                                                              | Charles Leclerc  | Ferrari                      | 56     | 1      | + 24,662    | 01    | 1:41,025 (38.)       |
| Fahrer des Tages: Lando Norris ( McLaren-Mercedes), 26 % der abgegebenen Stimmen |                  |                              |        |        |             |       |                      |

Anmerkungen
1. ↑  Albon erhielt aufgrund Track-Limits nachträglich eine Zeitstrafe von 5 Sekunden. An seiner Position änderte die Strafe nichts.
2. 1 2  Hamilton und Leclerc beendeten das Rennen auf dem 2. bzw. 6. Platz, wurden aber aufgrund eines technischen Regelverstoßes nachträglich disqualifiziert.

## WM-Stände nach dem Rennen
Die ersten zehn des Rennens bekamen 25, 18, 15, 12, 10, 8, 6, 4, 2 bzw. 1 Punkt(e). Zusätzlich wurde ein Punkt für die schnellste Rennrunde vergeben, wenn der betreffende Fahrer unter den ersten Zehn ins Ziel kam. Die ersten acht des Sprintrennens bekamen 8, 7, 6, 5, 4, 3, 2 bzw. 1 Punkt(e).

### Fahrerwertung
| Pos. | Fahrer           | Konstrukteur                 | Punkte |
| ---- | ---------------- | ---------------------------- | ------ |
| 1    | Max Verstappen   | Red Bull Racing-Honda RBPT   | 466    |
| 2    | Sergio Pérez     | Red Bull Racing-Honda RBPT   | 240    |
| 3    | Lewis Hamilton   | Mercedes                     | 201    |
| 4    | Fernando Alonso  | Aston Martin Aramco-Mercedes | 183    |
| 5    | Carlos Sainz jr. | Ferrari                      | 171    |
| 6    | Lando Norris     | McLaren-Mercedes             | 159    |
| 7    | Charles Leclerc  | Ferrari                      | 151    |
| 8    | George Russell   | Mercedes                     | 143    |
| 9    | Oscar Piastri    | McLaren-Mercedes             | 83     |
| 10   | Pierre Gasly     | Alpine-Renault               | 56     |
| 11   | Lance Stroll     | Aston Martin Aramco-Mercedes | 53     |

| Pos. | Fahrer           | Konstrukteur          | Punkte |
| ---- | ---------------- | --------------------- | ------ |
| 12   | Esteban Ocon     | Alpine-Renault        | 44     |
| 13   | Alexander Albon  | Williams-Mercedes     | 25     |
| 14   | Valtteri Bottas  | Alfa Romeo-Ferrari    | 10     |
| 15   | Nico Hülkenberg  | Haas-Ferrari          | 9      |
| 16   | Yuki Tsunoda     | AlphaTauri-Honda RBPT | 8      |
| 17   | Zhou Guanyu      | Alfa Romeo-Ferrari    | 6      |
| 18   | Kevin Magnussen  | Haas-Ferrari          | 3      |
| 19   | Liam Lawson      | AlphaTauri-Honda RBPT | 2      |
| 20   | Logan Sargeant   | Williams-Mercedes     | 1      |
| 21   | Nyck de Vries    | AlphaTauri-Honda RBPT | 0      |
| 22   | Daniel Ricciardo | AlphaTauri-Honda RBPT | 0      |

### Konstrukteurswertung
| Pos. | Konstrukteur                 | Punkte |
| ---- | ---------------------------- | ------ |
| 01   | Red Bull Racing-Honda RBPT   | 706    |
| 02   | Mercedes                     | 344    |
| 03   | Ferrari                      | 322    |
| 04   | McLaren-Mercedes             | 242    |
| 05   | Aston Martin Aramco-Mercedes | 236    |

| Pos. | Konstrukteur          | Punkte |
| ---- | --------------------- | ------ |
| 06   | Alpine-Renault        | 100    |
| 07   | Williams-Mercedes     | 25     |
| 08   | Alfa Romeo-Ferrari    | 16     |
| 09   | Haas-Ferrari          | 12     |
| 10   | AlphaTauri-Honda RBPT | 10     |